# Hatfield (South Yorkshire)
Hatfield è una città di 3.861 abitanti della contea del South Yorkshire, in Inghilterra. La città è sede del carcere di Moorland.